# Vlag van Florennes
De vlag van Florennes is op onbekende datum bij raadsbesluit vastgesteld als de vlag van de Naamse gemeente Florennes. De vlag kan als volgt worden beschreven:
Twee even lange banen van rood en van wit.
De kleuren zijn afkomstig van het gemeentewapen.
De Raad van Heraldiek en Vexillologie (Frans: Conseil d’héraldique et de vexillologie) stelde een witte vlag met een rode diagonaal baan met drie witte adelaren.

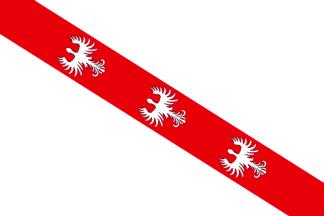
Vlagontwerp van de Raad van Heraldiek en Vexillologie